# Nanto Shichidai-ji
Nanto Shichidai-ji (南都七大寺, littéralement « les sept grands temples de Nanto »), est le nom historique courant qui fait référence aux sept puissants et influents temples bouddhistes situés à Nara, jadis appelée Nanto (« capitale du Sud »).
- Daian-ji (大安寺)
- Gangō-ji (元興寺)
- Hōryū-ji (法隆寺), situé au bord de l'actuelle Nara, dans le bourg d'Ikaruga
- Kōfuku-ji (興福寺)
- Saidai-ji (西大寺)
- Tōdai-ji (東大寺)
- Yakushi-ji (薬師寺)

Ils sont parfois aussi appelés « les quinze grands temples de Nanto », prenant alors en compte des temples prestigieux comme le Tôshôdai-ji (唐招提寺) ou le Hokke-ji (法華寺).